# دير البلح
دير البلح هي مدينة فلسطينية تقع في وسط قطاع غزة، وهي العاصمة الإداريّة لمحافظة دير البلح. تقع المدينة جنوب مدينة غزة على بُعد 14 كيلومتراً، وتبعد عن القدس 92 كيلومترًا إلى الجنوب الغربي، ويبلغ عدد سكانها 54,439 نسمة وفقاً لإحصاء عام 2007.
يعود تاريخ دير البلح إلى العصر البرونزي المتأخر حين كانت حصناً من حصون المملكة المصرية الحديثة. وفي منتصف القرن الرابع الميلادي قام الراهب المسيحيّ هيلاريوس ببناء دير هناك، ويُعرف هذا الدير في الوقت الحاضر باسم مقام الخضر. وفي عصر الحروب الصليبية كانت دير البلح موقع حصنٍ ساحليّ إستراتيجيّ عُرف باسم داروم، وهي كلمة سامية تعني الجنوب. كان هذا الحصنُ موضع نزاعٍ مُستمر بين الصليبيين والأيوبيين وتعرض للتخريب والهدم بشكلٍ مُتواصل حتى هُدم نهائيّاً عام 1196. نمت دير البلح بعد ذلك حتى باتت قريةً كبيرةً على طريق البريد لدولة المماليك بين القرنين الثالث عشر والخامس عشر. باتت دير البلح بعد ذلك بمثابة أبرشية لكنيسة الروم الأرثوذكس في القدس في عهد العثمانيين حتى أواخر القرن التاسع عشر.
تضاعف عدد سكان المدينة ثلاث مرات بسبب تدفق اللاجئين نتيجة النكبة عام 1948، وكانت دير البلح -تحت الإدارة المصريّة حينها- بلدةً زراعيّةً مُزدهرةً حتى احتلتها القوّات الإسرائيليّة في حرب الأيام الستة عام 1967. وبعد 27 سنة من السيطرة الإسرائيلية أصبحت دير البلح أول مدينة تخضع للحكم الذاتي الفلسطيني عام 1994. ومنذ اندلاع الانتفاضة الثانية عام 2000 تعرضت دير البلح لاجتياحات إسرائيلية مُتكررة بذريعة إيقاف إطلاق صواريخ القسام على إسرائيل.

## التسمية
سُمّيت دير البلح بهذا الاسم مُنذ أواخر القرن التاسع عشر نسبةً إلى بستان النخيل الواقع غرب المدينة، وكانت تُعرف قبل ذلك محلياً بدير مار جرجس أو دير الخضر، وكذلك دير داروم في السجلات العثمانيّة.
رأى المُؤرخ الصليبيّ وليم الصوري (1130 - 1186) أنّ اسم داروم مُستمدٌّ من الكلمة اللاتينية (domus Graecorum) والتي تعني «بيت اليونانيين». في حين كان للمُؤرخ الهولندي ألبرتوس شولتنز (1686 - 1750) رأيٌ آخر، إذ قال أنّ الاسم مُشتقٌ من الجذر العبري القديم «داروم» أو «دروما» بمعنى الجنوب، في إشارةٍ إلى المنطقة الواقعة إلى الجنوب من اللد، أي الأجزاء الجنوبيّة من السهل الساحليّ ووادي الخليل بالإضافة إلى الجزء الشماليّ من صحراء النقب. يجدر الإشارةُ إلى أنّ مُسمّى «الداروم» أو «الديران» كان يُستخدم في الحقبة الأولى من الحكم العربي للإشارة إلى منطقة بيت جبرين الجنوبية.

## التاريخ

### الحقبة القديمة

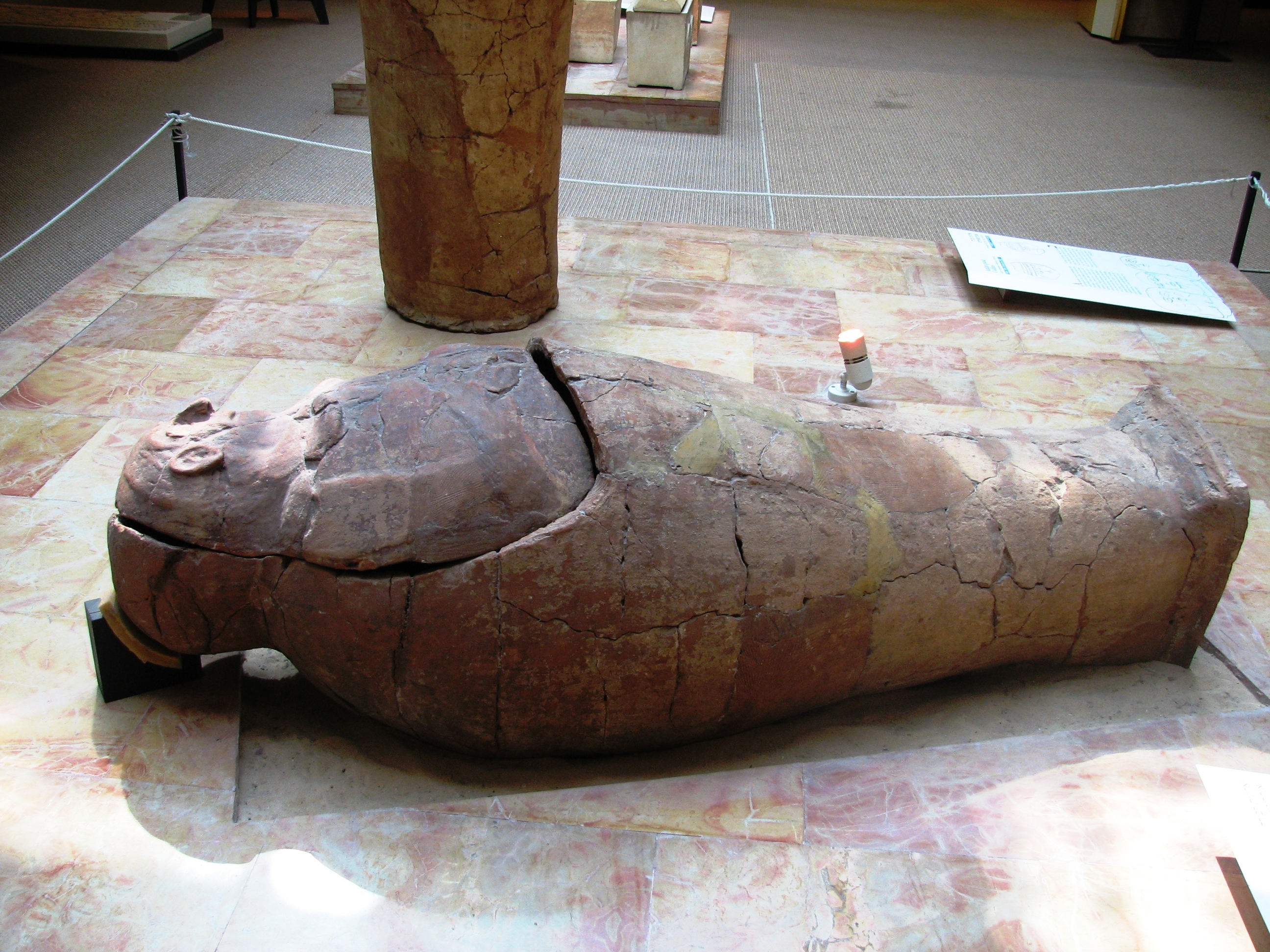
تابوت مصري قديم يعود إلى العصر البرونزي المُتأخر عُثر عليه في دير البلح. معروضٌ في متحف هيشت في حيفا

يعود تاريخ دير البلح إلى مُنتصف القرن الرابع عشر قبل الميلاد إبان العصر البرونزي المتأخر، إذ كانت حينها حصناً للمملكة المصرية الحديثة على حدودها مع بلاد كنعان. أصبحت دير البلح بعد ذلك أقصى الحصون المصريّة الستة شرقاً في منطقة شرق البحر المتوسط في عهد الملك رمسيس الثاني (1303 - 1213 قبل الميلاد)، إذ بدأت سلسلة الحصون هذه من حصن سيناء في الغرب، وامتدّت عبر «طريق حورس» العسكريّ حتى بلاد كنعان. كان حصن دير البلح مربع الشكل يحوي أربعة أبراج مُوزّعة على الزوايا الأربعة، بالإضافة إلى خزان مياه.
كشفت الحفريّات في دير البلح عن وجود مقبرة مصرية قديمة كبيرة تضمّ قبوراً تحوي مجوهرات ومُتعلقات شخصيّة أخرى. استخدم سُكّان الحصن التقنيات والتصاميم الفنية المصرية التقليدية في أعمالهم المعمارية، ولكنّ الموجودات القبرصية والموكيانية والمينوسية تُضفي على الحصن بُعداً عالمياً أوسع.
ظلّت دير البلح تحت سيطرة المصريين حتى حوالي عام 1150 قبل الميلاد، حين غزا الفلستيون المنطقة الساحلية الجنوبية من أرض كنعان. يُعتقد أنّ الفلستيين سكنوا في المنطقة الواقعة جنوب غرب موقع الحفريّات السابقة، وأنّ بقاياهم مُخبّأة تحت الكثبان الرملية، عُثر منها على قطع فخارية وأشياء أخرى قليلة.
نُفذّت أعمال الحفريات المُتعلقة بالحقبة المصرية في الفترة (1972 - 1982) أثناء الاحتلال الإسرائيلي برئاسة ترود دوثان. استخدُمت المنطقة بعد انتهاء أعمال الحفريات لأغراض زراعية، وهي الآن مُغطّاة بحدائق الخضراوات وبساتين الفواكه. أمّا الآثار المُستخرجة فقد أُخذت إلى المتاحف الإسرائيلية مثل متحف إسرائيل في القدس ومتحف هيشت في حيفا.

### الحقبة البيزنطية

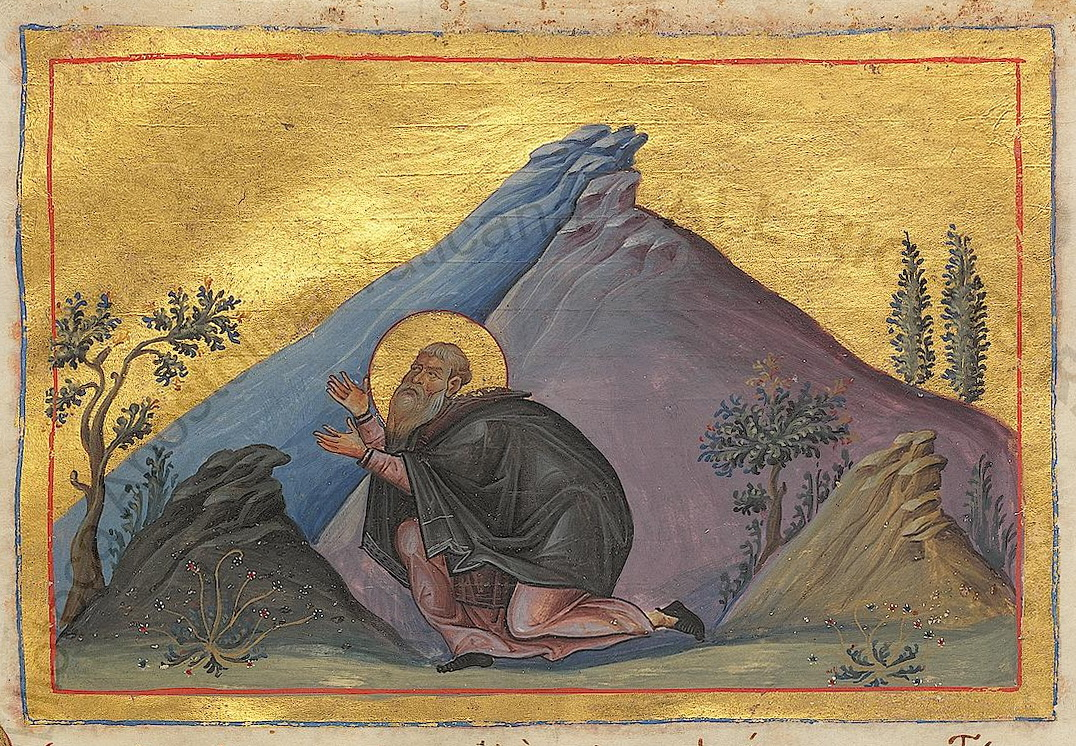
الراهب هيلاريوس

بنى الراهب هيلاريوس خلال فترة الحكم البيزنطي أوّل دير في فلسطين في المكان الذي يُعرف بدير البلح في الوقت الحاضر. بنى هيلاريوس في البداية كوخاً صغيراً هناك، ثمّ صيّره صومعةً في عهد قنسطانطيوس الثاني (337 - 361)، وما لبث الدير أن كبُر وصار يستقطب العديد من الزوّار في آخر حياته. أقام هيلاريوس في الدير فترة 22 سنة حتى غادر إلى قبرص ومات فيها عام 371 ميلادية. قُسّمت الصومعة بعد ذلك إلى عدّة غرف صغيرة مُشيّدة من الطوب الطينيّ وسعف النخيل. ووفقاً لأقوال السُكّان المحليين ومُلاحظات الزوار الغربيين في القرن التاسع عشر فإنّ موضع الصلاة في دير هيلاريوس يشغله حاليّاً مسجد الخضر، ومن ذلك ما لاحظه المُستكشف الفرنسي فيكتور جويرين بشأن عموديين رخاميين موجودين في المسجد رُبّما كانا جُزءاً من دير هيلاريوس.

### بداية الحقبة الإسلامية
شنّ القائد المُسلم أسامة بن زيد عام 632 (11 للهجرة) غارةً على داروم التي كانت تحت سيطرة البيزنطيين حينها. لم تكن داروم حينها تُشير إلى دير البلح بشكل خاص، بل إلى المنطقة الواقعة إلى الجنوب من اللد بما في ذلك ما يُعرف بدير البلح في الوقت الحاضر. وكانت داروم من أوائل المناطق التي ضُمّت إلى الخلافة الراشدة في فلسطين بعد أن دخل عمرو بن العاص غزة عام 634 (13 للهجرة). كان مُسمّى داروم في الفترة المُمتدة مُذ دخل العرب المسلمون وحتى وصول الصليبيين في أواخر القرن الحادي عشر يُشير عادةً إلى منطقة جند فلسطين الجنوبيّة التي كانت عاصمتها بيت جبرين تارةً والخليل تارةً أخرى.
أقطع الخليفةُ العزيز بالله الفاطمي في أواخر القرن العاشر وزيره المُفضّل يعقوب بن كلس أرضاً في دير البلح دلّ عليها نقشٌ يرجع إلى ثمانينات القرن العاشر الميلاديّ موجودٌ في مسجد الخضر. وقد ضمّت هذه الأرضُ مزرعة نخيل كبيرة.

### الحقبة الصليبية والأيوبية
بُنيت دير البلح على أنقاض حصن داروم الصليبيّ (كان يُسمّى دورون أيضاً) الذي كان قد بناه الملك عموري الأول. لا يُعرف على وجه التحديد العام الذي بُني به الحصن، ولكن يُرجح أنّ ذلك تمّ بعد عام 1153 بعد أن استولى عموري الأول على عسقلان من أيدي الخلافة الفاطمية. كان الحصنُ -كما وصفه وليم الصوري- صغيراً مُربّع الشكل يضم أربعة أبراج أحدها أكبر من البقيّة. وقد استخدم الصليبيون داروم نقطة انطلاق لعدد من العمليّات العسكريّة ضدّ مصر الفاطمية، ولكنّها باءت بالفشل. وبالإضافة إلى كونها حصناً على الحدود مع مصر، كانت داروم أيضاً مركزاً إدارياً مُكلّفاً بجمع الضرائب من المناطق الجنوبية من المملكة والجمارك من القوافل والمُسافرين القادمين من مصر، وكان حُكّام مصر يعتبرونها خطراً حقيقياً.
بُنيت قريةٌ صغيرةٌ مع كنيسة بجوار الحصن بُعيْد إنشائه على أيدي المُزارعين المحليين والتُجّار. كانت هذه القرية وفقاً لوليم الصوري «بُقعة رغيدة ظروف الحياة فيها بالنسبة للطبقة السفلى من الناس أفضل ممّا هي عليه في المدن». سُكّان هذه القرية كانوا من الأرثوذكسيين الشرقيين الأصليين المُتحالفين مع الإدارة الصليبيّة والحامية المُتمركزة في الحصن الذي كان يُوفر الحماية لهم. كان الصليبيون المُنحدرون من أصول أوروبية أو مُختلطة ينظرون إلى سُكّان القرية على أنّهم جُزء من المُجتمع، ولكنّهم اعتبروهم طبقةً سُفلى. وبما أنّه لم يكن في داروم أساقفة يونانيين، لذا فقد قام البابا ألكسندر الثالث عام 1168 بمنح كنيسة اللاتين في القدس السلطة المُباشرة على الأبرشية، وبالتالي صار السكان الأرثوذكس تحت سلطة الكنيسة الكاثوليكية.
بعد أن عاد عموري الأول من هجومه الخامس على مصر عام 1170، قام صلاح الدين الأيوبي -الذي كان في صف الفاطميين حينها- بالهجوم على الحصن ومُحاصرته في إطار غزوه لمملكة بيت المقدس الصليبية، وبالرغم من تحقيقه بعض المكاسب، إلا أنه لم يتمكن من الدخول إلى داروم أو تدميرها. أصبحت داروم بعد ذلك معقلاً لفرسان الهيكل وفرسان الإسبتارية القادمين من القدس بقيادة الملك بالدوين الثالث. هزم جيشُ المسلمين بعد ذلك الصليبيين في معركة حطين الحاسمة عام 1187، وتقدّم القائدُ صلاح الدين -الذي كان وقتئذ قد بات سلطان الدولة الأيوبية- تقدّم جنوباً صَوْب عسقلان وداروم فاستولى عليهما عام 1188. أصدر صلاح الدين في البداية قراراً بهدم الحصن، لكنّه عدل عن قراره فيما بعد. وبدلاً من هدمه أمَرَ السلطانُ بتقويته وتعزيزه بشكل كبير. قام المسلمون بتحصين قرية «داروم» ببنائهم جداراً وسبعة عشر برجاً، بالإضافة إلى خندق مائي رصفوا جوانبه بالحجارة. تمركز في داروم حامية الأمير علم الدين قيصر، كما باتت مخزناً للإمدادات والذخائر.
استعاد الصليبيون السيطرة على الحصن في 24 مايو عام 1191 بعد حصارٍ قصيرٍ قاده ريتشارد قلب الأسد. تسلّم هنري الأول كونت شامبانيا مقاليد السلطة في داروم، قبل أن يُقرّر ريتشارد هدم الحصن في يوليو 1193 قبل سحب قوّاته من عسقلان. أعاد الأيوبيون بناء الحصن بعد ذلك بفترة وجيزة في إطار سعيهم إلى استعادة الأراضي التي فقدوها في فلسطين في الحملة الصليبية الثالثة. إلا أنّ السلطان عثمان بن صلاح الدين قرر هدمه عام 1196 خوفاً من أن يقع في قبضة الصليبيين مُجدّداً. أدّى هذا القرار وفقاً للمقريزي إلى حالة استياء، وذلك لأنّ المُسافرين والتُجّار كانوا مُستفيدين من الحماية التي كان الحصنُ يُوفرها لهم. يُذكر أنّ ياقوت الحموي زار داروم عام 1226 وأشار إلى أنّها كانت واحدةً من مُدن لوط وأنّها احتوت على قلعة مُدمّرة.

### الحقبة المملوكية

راية المماليك

لا تُعرف المُدّة التي ظلّت فيها داروم مهجورةً بعد هدم الحصن على وجه التحديد، لكن من المعلوم أنّ المنطقة استوطنت من جديد زمن حكم المماليك الذي بدأ عام 1250. كانت داروم في مُعظم فترة حُكم المماليك تحت إدارة نيابة غزة، التي كانت بدورها جُزءاً من مملكة دمشق. وبالرغم من ذلك، كان لداروم واليها الخاص، حالها كحال كرتيا وبيت جبرين.
أصبحت داروم نقطة توقّف من النقاط الموجودة على طول طرق البريد التي كانت تربط بين دمشق والقاهرة في عهد المماليك. صحيحٌ أنّ المُؤرخ ابن فضل الله العمري لم يذكرها في قائمة نقاط التوقف عام 1349، بل قال إنّ السلقا كانت نقطة التوقف الوحيدة بين رفح وغزة، ممّا يوحي بأنّ داروم لم تكن ذات أهمّية كبيرة في ذلك الوقت. بَيْد أنّ المُؤرخ المصريّ أبو العباس القلقشندي -الذي عاش في القرن الرابع عشر- ذكر داروم على أنّها آخر نقطة توقّف قبل غزة.
بُنيت الطرق والجسور ومحطّات البريد، بالإضافة إلى خان، في المدينة لاستيعاب المُسافرين. كما استُخدم الحمام الزاجل للبريد، وشُيّدت الأبراجُ لتوفير هذه الخدمة. أمّا بالنسبة إلى المنتوجات التي كانت مُتوفّرةً في داروم في تلك الحقبة فقد شملت الشعير والقمح والعنب وورق العنب والزيتون والتوت والليمون والتين والشمّام والرمّان والتمر.

### الحقبة العثمانية
أُضيف إلى اسم داروم كلمة «دير» في وقتٍ ما قبل دخول العثمانيين فلسطين عام 1516 أو في السنوات الأولى من الحُكم العثمانيّ، وذلك نسبةً إلى ديرها البيزنطيّ. واصلت القريةُ ازدهارها في السنوات الأولى من حُكم العثمانيين، ويُمكن عزو هذا الازدهار إلى البنية التحتية الحضريّة التي كان الصليبيّون قد أنشؤوها ابتداءً. اكتسبت القريةُ أهميتها لقٌربها الجغرافيّ من مدينة غزة، وكذلك بسبب وقوعها على طريق البحر التجاري السابق. كشف أول تعداد سكاني عثماني عام 1525 أنّ دير البلح كانت قريةً كبيرةً نسبياً في ذلك الوقت، إذ كان يقطنها 87 عائلة مسيحيّة و56 عائلة مُسلمة. وفي عام 1596 صارت دير البلح جُزءاً من سنجق غزة، وصار مُعظم قاطنيها من المُسلمين، بواقع 175 عائلة مُسلمة و125 عائلة مسيحيّة. بلغ عدد سكان القرية في تلك السنة 1500 نسمة تقريباً، وبذلك كانت واحدةً من ثماني قرى فقط تراوحت أعداد سكانها بين الألف والألفي نسمة. بلغت قيمة العائدات الضريبية السنوية من دير البلح 17,300 آقجة.
حصد الموتُ أرواح العديد من سُكّان دير البلح عام 1862 بسبب ركود مياه الشرب القادمة من مُستنقعات المدينة. كانت هذه المُستنقعات موسميّةً تتشكّل كُلّ شتاء بسبب فشل الفيضانات في اختراق التلال الرمليّة. وصف المُستكشف الفرنسيّ فيكتور جويرين في 29 مايو 1863، أي بعد ذلك بعام، دير البلح بأنّها كانت قريةً صغيرةً مُدمّرةً جُزئياً يبلغ عدد سكانها 350 نسمة. وكان إنتاجُ التمور النشاط الاقتصادي الرئيس لسُكّان دير البلح. أشار مسحٌ أجراه صندوق اكتشاف فلسطين عام 1878 إلى أنّ دير البلح قد نمت وباتت قريةً كبيرةً مُؤلفةً من البيوت الطينيّة، كما احتوت على «الآبار وبرج صغير». كما كانت دير البلح حينها أبرشية لكنيسة الروم الأرثوذكس في القدس.

### العصر الحديث

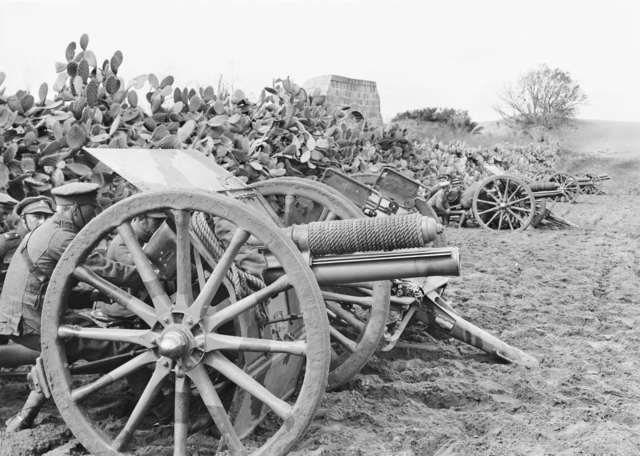
مدفعية بريطانية خارج دير البلح، مارس 1918

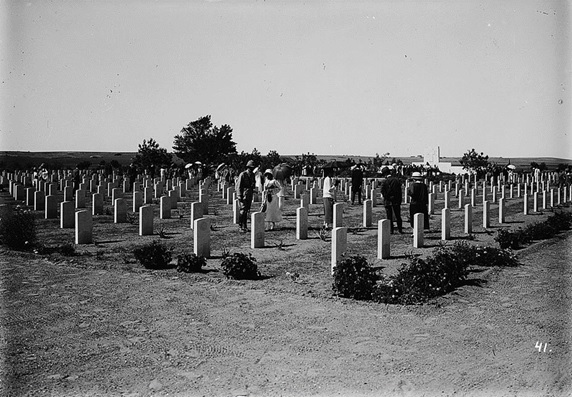
مقبرة الكومنولث في دير البلح، 1918

سقطت دير البلح في أيدي القوات البريطانية بعد استسلام خان يونس في 28 فبراير 1917. قام البريطانيون بإنشاء مطارٍ ومُعسكرٍ للجيش هناك بحلول شهر أبريل، وباتت دير البلح نقطة انطلاق للقوات البريطانية في هجومهم على غزة وبئر السبع اللتين كانتا لا تزالان في أيدي العثمانيين. بنى البريطانيون 25 مقبرةً لقتلاهم في الحرب العالمية الأولى، من بين أكبرها تلك التي بنوها في دير البلح في مارس 1917. ودام استخدام هذه المقبرة حتى مارس 1918، ليبلغ مجموع ما فيها 724 قبراً. في 11 نوفمبر 1917 وقعت معركة غزة الثالثة وأدت إلى غرق سفينتين حربيتين بريطانيتين قبالة دير البلح هما: HMS M15 وHMS Staunch.
أضحت دير البلح جُزءاً من فلسطين الواقعة تحت الانتداب البريطاني ابتداءً من عام 1922، وفي عام 1946، أنشأت السلطات البريطانية مجلس بلدية لإدارة شؤون البلدة، إلّا أنّ سلطاته المدنية كانت محدودةً ولم يُقدّم سوى عدداً يسيراً من الخدمات الأساسيّة.

جانب من قصف الطائرات الإسرائيلية لقطاع غزة، 2008

بلغ عدد سُكّان دير البلح 2560 نسمة عام 1945، جميعهم عرب، وبلغت مساحتها 14,735 دونماً وفقاً لإحصاء الأرض والسُكّان الرسمي. استُخدم 327 دونماً من الأرض لزراعة الحمضيات والموز، في حين كان هناك 472 دونماً من الأراضي المزروعة والقابلة للريّ، وكذلك 14,438 دونماً للحبوب، أمّا الأراضي المبنيّة فقد شكّلت 39 دونماً. شارك أهالي دير البلح في الفترة التي سبقت الحرب العربية الإسرائيلية عام 1948 في هجوم محليّ على كيبوتس كفار داروم المجاور بالرغم من مُعارضة ضُبّاط الجيش المصري، لكنّ الهجمة صُدّت.
تولّت مصر بعد النكبة السيطرة على دير البلح ومدن أخرى مُجاورة خلال الحرب وبعدها فيما بات يُعرف باسم قطاع غزة، وأنشأ المصريّون في وقت لاحق نظام المحاكم الشرعية الذي يختصّ بالأحوال الشخصية. عاشت دير البلح فترةً من الازدهار النسبيّ تحت الحُكم المصريّ، وشهدت البلدة قفزةً كبيرةً في صناعة الحمضيات بفضل اكتشاف خزّانٍ كبيرٍ من المياه الجوفية في منطقة مُجاورة.
قاد رئيسُ بلديّة دير البلح سليمان العزايزة المُقاومة المحليّة خلال حرب الأيام الستة في يونيو 1967 لفترةٍ وجيزةٍ في وجه الجيش الإسرائيلي، لكنّ المدينة أعلنت استسلامها رسميّاً في نهاية المطاف. استولت السلطات الإسرائيلية على الينابيع التي شكّلت مصدر ريّ فائق الأهميّة، ممّا أدّى إلى الإضرار بصناعة الحمضيّات المحليّة. كما أنّ المُنافسة مع المُزارعين الإسرائيليين شكّلت تحدّياً إضافياً. فُصل رئيس البلديّة عام 1982 وحُلّ المجلسُ البلدي، لتحلّ محلّه إدارةٌ من تعيين الجيش الإسرائيلي. امتدّت المناطقُ الحضريّةُ في دير البلح إلى الأراضي المُخصصّة للزراعة خلال فترة الاحتلال الإسرائيلي، وكان ذلك نتيجة القيود التي فرضتها سلطات الاحتلال على البناء ممّا أعاق التوسّع المُنظّم.
شارك أهالي دير البلح في الانتفاضة الفلسطينية الأولى التي اندلعت عام 1987 في وجه الحُكم الإسرائيلي، وسقط منهم نحو ثلاثين ضحيّةً خلال الانتفاضة التي انتهت رسميّاً عام 1993 بتوقيع اتفاقية أوسلو بين منظمة التحرير الفلسطينية وإسرائيل. وفي عام 1994 كانت دير البلح أول مدينة تخضع رسميّاً لسيطرة السلطة الوطنية الفلسطينية نتيجة اتفاق غزة أريحا.
كثيراً ما استهدفت الغارات العسكريّة الإسرائيليّة المدينة مُنذ الانتفاضة الثانية عام 2000، ويُعزى ذلك جُزئياً إلى إطلاق المُسلحين الفلسطينيين صواريخ القسام على الأراضي الإسرائيليّة، كما كانت المناطق المُحيطة بالمدينة عُرضةً للهدم والتجريف مراراً وتكراراً. مثالٌ على ذلك ما حدث في 4 يناير 2004، حين جرفت السلطات الإسرائيليّة حوالي 50 دونماً من أراضي منطقة أبو العجين الواقعة في الجُزء الشرقيّ من دير البلح. وفي السابع من الشهر نفسه أفاد معهد الأبحاث التطبيقية-القدس بأنّ الجرّافات الإسرائيليّة دخلت منطقة الحكر الواقعة في جنوب دير البلح مُصاحبةً بوابلٍ كثيفٍ من النيران، وجرفت 70 دونماً من الأراضي المزروعة بالجوافة والبرتقال والتي تملكها عائلتا أبو هولي وأبو رزق.
قُتل أربعةٌ على الأقل من عناصر حماس وفتح في دير البلح خلال معركة غزة التي أفضت إلى سيطرة حماس على قطاع غزة في يونيو 2007. وعانت دير البلح من قصف الطيران الإسرائيليّ في إطار الحروب التي شنّتها إسرائيل على غزة، والتي جرت أعوام 2008-2009، 2012، 2014.

## الجغرافيا

موقع دير البلح وسط قطاع غزة.

تقع دير البلح في وسط قطاع غزة على طول الساحل شرق البحر الأبيض المتوسط، وتبعد 92 كيلو مترًا إلى الجنوب الغربي من القدس. يقع مركز المدينة على بُعد 1700 متر تقريباً من الساحل شرقاً، في حين اكتُشف موقع داروم القديمة جنوب مركز المدينة على بُعد 3 كيلومتر تقريباً. وفي حين تمتدّ الحدود البلديّة لدير البلح شرقاً وصولاً إلى إسرائيل، إلّا أنّ امتداد المنطقة الحضريّة يتوقفُ عند طريق صلاح الدين الرئيسيّ من جهة الشرق.
تشمل المناطق المُجاورة لدير البلح مخيم النصيرات ومخيم البريج من جهة الشمال، ومخيم المغازي من جهة الشمال الشرقي، ووادي السلقا من جهة الجنوب. وتقع مدينة خان يونس على بُعد 9.7 كيلومتر جنوب دير البلح، أمّا مدينة غزة فتقع شمالها على بُعد 14.6 كيلومتر.
صحيحٌ أنّ مخيم دير البلح بات جُزءاً من مدينة دير البلح، ولكنّه لا يزالُ خارج حدود إدارة بلدية دير البلح. تتراوحُ مساحةُ المناطق المبنيّة في دير البلح بين 7000-8000 دونم من إجمالي 14,735 دونم التي تُشكّل مساحة المدينة كما سُجّلت عام 1997. علماً بأنّ دير البلح تتألّفُ من 29 منطقة إداريّة.

## الآثار
وُجدت أعمدةٌ من الرخام الأبيض في جُدران بعض المنازل في دير البلح القديمة، وتُشبه هذه الأعمدة تلك الموجودة في منطقة الحرم القدسي الشريف في القدس، والتي ترجعُ بدورها إلى حقبة العصور الوسطى.
في 13 سبتمبر 2020، كُشف في حلقة برنامج ما خفي أعظم «الصفقة والسلاح» الذي تبثه قناة الجزيرة، مشاهد لاكتشاف سفينتين حربيتين بريطانيتين مليئتين بالقذائف هما (سفينة HMS M15، والمُدمرة HMS Staunch)، أغرقتهما غواصة يو سي-38 الألمانية في معركة غزة الثالثة في 11 نوفمبر 1917 قبالة سواحل دير البلح. أعادت كتائب الشهيد عز الدين القسام استخدام قذائفهما في التصنيع العسكري في غزة.

### مسجد الخضر
يبلغ طول مسجد الخضر (الذي يُعرف باسم مقام الخضر أيضاً) 16.3 متر وعرضه 7.4 متر، وقد بُني على موقع دير بيزنطيّ. إذ أنّه وفقاً لمسحٍ أُجري لفلسطين عام 1875 فقد عُثر على نقوشٍ يونانيّةٍ على إحدى الدرجات المُؤدية إلى الباب الجنوبيّ، بينما كان على الأرض لوحٌ حجريٌ مكسورٌ عليه صليبان مالطيّان يُمثّل شاهد قبرٍ على ما يبدو. وقد عُثر على ألواح أخرى ونقوش يونانيّة في الجزء الشرقيّ من المسجد وكذلك في الفناء. وفي الوسط هناك قبرٌ بناؤه حديثٌ يُزعم أنّه قبر مار جرجس، الذي يُشار إليه بالخضر أيضاً.
شرعت وزارة السياحة والآثار في قطاع غزة في مارس 2016 بعملية ترميم مسجد الخضر بدعم مالي من اليونيسكو وجمعية نوى للثقافة والفنون. ويهدف هذا المشروع إلى تحويل المسجد إلى مكتبة ثقافية للأطفال.

## السكان
| السنة | النوع | عدد السكان         |
| ----- | ----- | ------------------ |
| 1596  | تعداد | 1,500              |
| 1863  | تقدير | 350                |
| 1870  | تعداد | 792                |
| 1922  | تعداد | 916                |
| 1931  | تعداد | 1,587              |
| 1945  | مسح   | 2,560              |
| 1982  | تعداد | 15,100             |
| 1997  | تعداد | 42,839 (مع المخيم) |
| 2007  | تعداد | 54,439             |

بلغ عددُ سُكّان دير البلح 916 نسمة وفقاً للتعداد السُكّاني الذي أجرته سلطات الانتداب البريطاني عام 1922، منهم 893 مُسلم، و22 يهودي، ومسيحي واحد. ارتفع هذا العدد ليصل إلى 2,560 نسمة عام 1945، أي أنّ دير البلح كانت قريةً كبيرةً نسبياً. أدّى تدفق اللاجئين الفلسطينيين من المناطق المُجاورة التي استولت عليها إسرائيل خلال حرب 1948 إلى زيادة عدد سُكّان دير البلح بشكل كبير. وفي التعداد الذي أجراه الجهاز المركزي للإحصاء الفلسطيني عام 1997 كان عدد سُكّان المدينة 42,839 نسمة، بما في ذلك مخيم دير البلح (أصغر مخيم لاجئين في قطاع غزة). حوالي ثلاثة أرباع السُكّان كانوا دون سنّ الثلاثين.
وفي عام 2004 قدّر الجهاز المركزي للإحصاء الفلسطيني أنّ عدد السُكّان هو 46,159 نسمة، في حين أنّه في تعداد عام 2007 بلغ عدد سُكّان مدينة دير البلح وحدها 54,439 نسمة، وهي بذلك البلديّة الأكبر في محافظة دير البلح، أمّا عدد سُكّان مُخيّمها فقد كان 6,438 نسمة. أمّا إذا جمعنا سُكّان دير البلح مع مُخيّمها من جهة، وسُكّان النصيرات مع مُخيّمها من جهة أخرى، فإنّ النصيرات بالمجموع ستكون أكثر سُكّاناً من دير البلح. وفي نفس الإحصاء كان عدد الأسر في دير البلح 8,395 أسرة، ومُتوسّط حجم الأسرة الواحدة بين ستّة وسبعة أعضاء. وشكّل الذكور نسبة 50.3% من السُكّان، أمّا الإناث فكانوا 49.7%.
جميعُ سُكّان دير البلح مسلمون. وكان الروم الأرثوذكس يُشكّلون أقليّةً كبيرةً في المدينة حتى أواسط القرن التاسع عشر. ولكن في التعداد البريطاني للفلسطينيين عام 1931 كان هناك عشرة مسيحيين فقط في دير البلح من أصل 1,587 نسمة. يُشكّل اللاجئون اليوم غالبيّة سُكّان المدينة، بواقع أكثر من 66% عام 1997، مع الإشارة إلى أنّ سُكّان مُخيّم دير البلح مشمولون في هذه النسبة.

## الاقتصاد

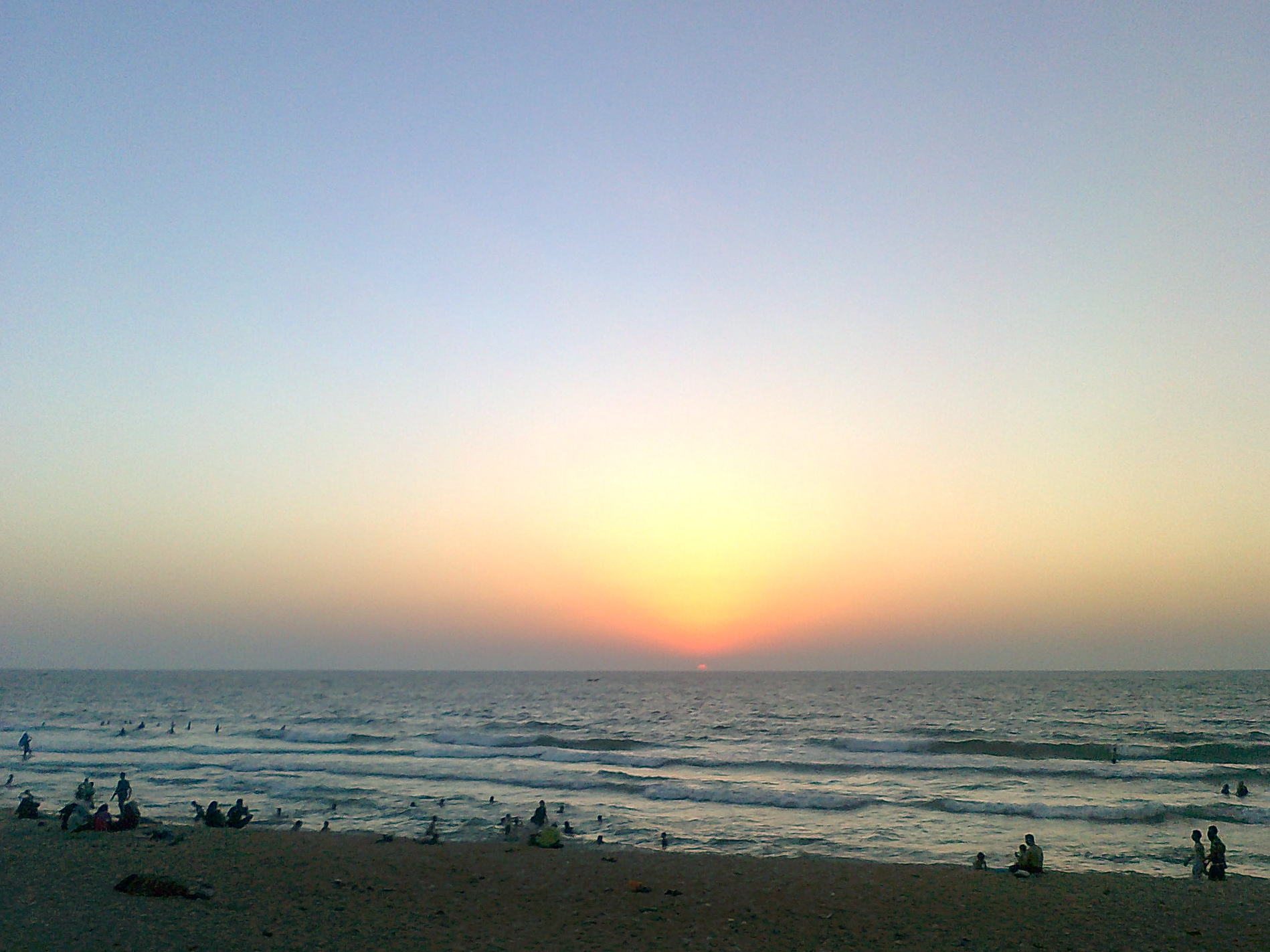
شاطئ دير البلح، 2012

الخدمات هي النشاط الاقتصادي الرئيسي لمُحافظة دير البلح، إذ تُمثّل 67.4% من القوى العاملة، في حين تُمثّل قطاعات التجارة والضيافة والتجزئة 12.9%، أمّا الزراعة وصيد الأسماك فيُشكّلان 10.1%، بينما يُمثّل قطاع النقل والاتصالات 5.4%، والصناعة 3.4%، وأقلّها البناء بواقع 0.8% فقط. بلغ مُعدّل البطالة في المحافظة 35.2% عام 2009، بينما كان مُعدّل مُشاركة القوى العاملة 38.7%. واحتوت دير البلح على 1,108 مؤسسات تجاريّة عام 2007.

### الزراعة وصيد الأسماك
تشتهرُ دير البلح بزراعة النخيل، إذ كانت عشرون ألف نخلة تقريباً تُغطّي جنوب وغرب المدينة في تسعينات القرن المُنصرم، ولكنّ الجيش الإسرائيليّ عمل على اقتلاع وجرف حوالي 3,550 نخلة في السنوات الأولى من الانتفاضة الثانية التي بدأت عام 2000. لذا فقد تقلّص عدد النخيل إلى حوالي 16,500 نخلة فقط في دير البلح عام 2003. وتُشكّل زراعة النخيل -بالإضافة إلى الاستهلاك المحليّ- أحد مصادر الدخل الرئيسيّة للعديد من سُكّان دير البلح. ويُعرف نوع التمور المزروعة في المدينة باسم «حياني»، ويتميّز هذا النوع بلونه الأحمر القاني. ومن أهمّ المُنتجات الزراعيّة في دير البلح أيضاً الحمضيات، واللوز، والرمان، والعنب.
يوجدُ في دير البلح واحدٌ من بين أربعة أرصفة موانئ موجودين في قطاع غزة، ويعمل بعضُ أهالي المدينة بصيد الأسماك. وصل عددُ الصيّادين إلى 550 صيّاداً سنة 2007، وكانوا يستخدمون حوالي 76 سفينة صيد. ولكنّ دخل الصيد انخفض إلى النصف في الفترة 2000-2006 بعد اندلاع انتفاضة الأقصى. قرّرت دائرة مصايد الأسماك التابعة للسلطة الفلسطينية بناء 8 شعاب اصطناعية في كُلّ من دير البلح ومدينة غزة وذلك بُغية التخفيف من الخسائر الناجمة عن قرار البحرية الإسرائيلية بفرض حدّ 10 كيلومترات فقط عن الشاطئ يُسمح فيها بالصيد، وقد صدر هذا القرار بعد فوز حماس بالانتخابات البرلمانيّة لعام 2007.

## التعليم
وفقاً لإحصاء الجهاز المركزي للإحصاء الفلسطيني عام 2007 فإنّ 87.7% من سُكّان دير البلح فوق سنّ العاشرة كانوا يُجيدون القراءة والكتابة. بلغ عددُ الذين أنهوا التعليم الابتدائيّ 5,740 شخصاً، والذين أنهوا التعليم الإعداديّ 5,964 شخصاً، والذين أنهوا تعليمهم الثانويّ 5,289 شخصاً. أمّا بالنسبة للتعليم العالي فقد بلغ عددُ الحاصلين على الدبلوم 1,763 شخصاً، أمّا شهادة البكالوريوس فقد كان عددُ من حازها 1,336 شخصاً، بالإضافة إلى 97 شخصاً من حملة الشهادات العليا.
تنطوي الخدمات التعليميّة في دير البلح تحت لواء مُديريّة التعليم العالي في خان يونس. بلغ مجموعُ المدارس في محافظة دير البلح 85 مدرسةً في السنة الدراسيّة 2007/2008 وفقاً لوزارة التربية والتعليم العالي الفلسطينية. 39 منها كانت تُديرها الحكومة الفلسطينيّة، بينما كانت 4 مدارس مملوكةً ملكيّةً خاصةً. أمّا بقيّة المدارس (42 مدرسة) فكانت تُدار من قبل الأونروا، ومعظمها موجودةٌ في مُخيّمات اللاجئين القريبة من مدينة دير البلح. عددُ الطلبة في المُحافظة وفقاً للإحصاء كان 67,693 طالب وطالبة، نسبة الذكور منهم 50,3% ونسبة الإناث 49,7%.
تقعُ كلية فلسطين التقنية في دير البلح، وهي كُليّةٌ تُعنى بالتعليم المهني والتقني تأسست سنة 1992. وفي سنة 1998 تمّ إضافةُ مكتبةٍ إلى حرم الكُليّة.

## الحكومة
تأسّس أول مجلس قرويّ في دير البلح عام 1946، واستمرّ وجودُ حكومةٍ محليّةٍ مُنتخبةٍ تقوم بإدارة المدينة حتى عام 1982 عندما حلّت السلطات العسكريّة الإسرائيليّة المجلس وقامت هي بتعيين المسؤولين. حصلت دير البلح على مُسمّى مدينة سنة 1994 بعد أن باتت تحت إدارة السلطة الوطنية الفلسطينية. وقام الرئيس الفلسطينيّ ياسر عرفات بتعيين سمير محمد عزايزة رئيساً للبلدية حتى عام 2000، حين استلم المنصب سامي أبو سليم، وهو رجل أعمال من أثرياء المدينة. تشملُ خدماتُ ووظائفُ البلديّة التخطيط، وصيانة البنية التحتية وإصلاحها، وتوفير المرافق، وجمع القمامة، وإدارة المدارس.
يتألّفُ مجلسُ بلديّة دير البلح من خمسة عشر عضواً. وعلى الرغم من أنّ الاعتقاد السائد كان أنّ دير البلح هي معقلٌ من معاقل حركة فتح، إلّا أنّ أعضاء حماس هزموا مُرشحي فتح بفارق كبير في الانتخابات البلديّة الفلسطينيّة عام 2005، إذ حصلوا على 13 مقعد. مع الإشارة إلى أنّه بالرغم من انتمائهم السياسيّ إلّا أنّهم جميعاً ترشّحوا كأعضاء مُستقلّين، وكان بينهم امرأتان. حصل عضو حركة حماس الشيخ أحمد الكرد على أكبر عددٍ من الأصوات ليصبح رئيس بلديّة دير البلح.

### رؤساء البلدية
| - سليمان العزايزة (إلى سنة 1982) - الحكم العسكري الإسرائيلي (1982–1994) - سمير محمد عزايزة (1994–2000) | - سامي أبو سليم (2000–2005) - أحمد الكرد (2005-2010) - سعيد نصار (2010-2020) - عماد الجرو (2020-) |  |